# Macarenos
Macarenos är en ort i Mexiko.   Den ligger i kommunen San Luis Potosí och delstaten San Luis Potosí, i den centrala delen av landet, 400 km nordväst om huvudstaden Mexico City. Macarenos ligger 1 764 meter över havet och antalet invånare är 129.
Terrängen runt Macarenos är kuperad västerut, men österut är den platt. Runt Macarenos är det tätbefolkat, med 591 invånare per kvadratkilometer. Närmaste större samhälle är Ahualulco, 19,3 km sydväst om Macarenos. Omgivningarna runt Macarenos är i huvudsak ett öppet busklandskap.